# 포남초등학교
포남초등학교는 대한민국 강원특별자치도 강릉시에 있는 초등학교다.

## 학교 연혁
- 1981년 9월 1일 17학급 편성 및 개교
- 1982년 3월 6일 병설유치원 인가
- 2011년 2월 11일 제29회 졸업식(누계 5,564명)
- 2011년 9월 1일 제13대 임광수 교장 부임